# بطولة الأمم الخمس 1948
بطولة الأمم الخمس 1948 (بالإيطالية: Cinque Nazioni 1948)‏ هو الموسم 54 من  بطولة الأمم الخمس. كان عدد الأندية المشاركة فيه  5، وفاز فيه منتخب أيرلندا الوطني لاتحاد الرغبي.